# Liste der Fließgewässer im Flusssystem Volkach
Die Liste der Fließgewässer im Flusssystem Volkach umfasst alle direkten und indirekten Zuflüsse der Volkach, soweit sie namentlich auf der Topographischen Karte 1:10000 Bayern Nord (DK 10), im Kartenwerk des Stadtplandienstes der Euro-Cities AG oder im Kartenservicesystem des Bayerischen Landesamts für Umwelt (LfU) aufgeführt werden. Namenlose Zuläufe und Abzweigungen werden nicht berücksichtigt. Wenn sich der Gewässername nach dem Zusammenfluss zweier Gewässerabschnitte ändert, werden die beiden Zuflüsse als Quellzuflüsse separat angeführt, ansonsten erscheint der Teilbereichsname in Klammern. Die Längenangaben werden auf eine Nachkommastelle gerundet. Die Fließgewässer werden jeweils flussabwärts aufgeführt. Die orografische Richtungsangabe bezieht sich auf das direkt übergeordnete Gewässer.

## Volkach
Die Volkach ist ein 27 km langer linker bzw. östlicher Nebenfluss des Mains in Bayern (Deutschland).

## Zuflüsse
Direkte und indirekte Zuflüsse der Volkach
Auswahl.
- Aubach (linker Quellbach[1]), 13,2 km
  - Holzbach (linker Quellbach[2])
    - Mühlbach (links)

  - Grundbach (rechter Quellbach[3])
  - Seehofgraben (rechts)
  - Faulbach (links)
- Silberbach (rechter Quellbach[4]), 5,0 km
- Seehausbach[5] (Lämmersbach[6]) (rechts), 6,7 km
  - Altseegraben (Seewiesenbach) (links)
  - Hahngraben (Ellenfurtbach[6]) (rechts)
    - Kuhbach (links)

  - Schafwiesenbächlein (rechts)
- Marbach[7] (Lachgraben) (rechts)
- Moorbach (rechts)
- Weidachgraben (rechts)
- Gaibach (rechts), ca. 2,1 km und ca. 3,6 km²
- Weidachbach (Weidach, Amtlingsbach, Seebach[6]) (links), 16,4 km ab Quelle Seebach und 34,0 km²
  - Weidach (Amtlingsbach, Seebach[6]) (rechter Oberlauf)
    - Nützelbach, im untersten Lauf auch Gießgraben (rechts)

  - Lülsbach (linker Oberlauf)
  - Weinbergsleitengraben (links)
  - Rimbach (links)
- Eschbachgraben (rechts)